# چاه نورالدین
چاه نورالدین یا موتور نورالدین روستایی در دهستان چشمه زیارت بخش مرکزی شهرستان زاهدان استان سیستان و بلوچستان ایران است.

## جمعیت
بر پایه سرشماری عمومی نفوس و مسکن در سال ۱۳۹۵ جمعیت این روستا ۵۱ نفر (۱۴خانوار) بوده‌است.